# Емануель Влчек
Емануель Влчек (чеськ. Emanuel Vlček; нар. 1 березня 1925, Рожміталь-під-Тршемшіном — пом. 24 жовтня 2006, Прага) — чеський антрополог, доктор медицини, доктор природничих наук, професор кафедри лікувальної справи Карлового університету в Празі.

## Освіта та наукова діяльність
Після закінчення Ванчурової гімназії у Сміхові з 1945 по 1951 навчався у Карловому університеті. Вивчав одночасно антропологію на природничому факультеті та лікарську справу. Під час навчання працював в Інституті судової медицини демонстратором і науковим співробітником.
У березні 1948 молодий студент був також учнем професорів Гаєка та Тесаржа під час розтину тіла міністра Яна Масарика.
З 1951 по 1957 працював у Державному Археологічному інституті в місті Нітра, пізніше — в Археологічному інституті у Празі. Початок наукової кар'єри вченого пов'язаний з Національним празьким музеєм, де у 1967 він заснував антропологічне відділення.
Протягом 1952–1974 років читав лекції з антропології в Університеті Я. А. Коменського в Братиславі та з палеонтології людини у Карловому університеті.
Спочатку Влчек зосередився на вивченні палеоантропології території Європи, його цікавили доісторичні та стародавні популяції, а вже згодом досліджував та описав велику групу Халха-монголів. Також вивчав еволюцію гомінід у Європі та описав величезну кількість знахідок з Балкан та інших регіонів Центральної Європи.
З 1955 року професор Влчек почав опрацьовувати скелетні рештки чеських правителів та інших історичних особистостей. Завдяки своїм антропологічним та медичним дослідженням міг чітко визначати фізичні характеристики, генетичну спорідненість, приблизний вік на момент смерті, стан здоров'я та наявність захворювань даної постаті.

## Антрополог дослідив кісткові рештки відомих історичних осіб
- Свята Людмила
- Боривой I
- Святий Вацлав
- Фердинанд І Габсбург
- Пржемисл І Оттокар
- Пржемисл Отакар II
- Вацлав І
- Вацлав ІІ
- Вацлав IV
- Ян І Сліпий
- Карл IV Люксембург
- Владислав Посмертний
- Їржі з Подєбрад
- Рудольф ІІ
- Максиміліан ІІ Габсбург
- Ян Жижка
- Адальберт Празький
- Карел Гінек Маха
- Альбрехт Валленштейн
- Євангеліст Лука
- Ян Непомуцький
- Богуслав Мартіну

## Публікації
- VLČEK, Emanuel. Bedřich Smetana: fyzická osobnost a hluchota. Praha: Vesmír, 2001. 94 s. ISBN 80-85977-46-X.
- VLČEK, Emanuel. Bernard Bolzano: Podoba, tělesné vlastnosti a zdravotní stav. Praha: Památník národního písemnictví, 1981. 28 s.
- VLČEK, Emanuel. Fyzická charakteristika osobnosti Karla IV.. Praha: Univerzita Karlova, 1998.
- VLČEK, Emanuel. Fyzické osobnosti českých panovníků. I. díl. Nejstarší Přemyslovci. Praha: Vesmír, 1997. 398 s. ISBN 80-85977-09-5.
- VLČEK, Emanuel. Fyzické osobnosti českých panovníků ; II. díl. Čeští králové: 1: atlas kosterních pozůstatků českých králů přemyslovské a lucemburské dynastie s podrobným komentářem a historickými poznámkami. Praha: Vesmír, 1999. 558 s. ISBN 80-85977-17-6.
- VLČEK, Emanuel. Fyzické osobnosti českých panovníků ; III. díl. Čeští králové: 2: atlas kosterních pozůstatků Ladislava Pohrobka, Jiřího z Poděbrad a Habsburků pohřbených v Praze, s podrobným komentářem a historickými poznámkami. Praha: Vesmír, 2000. 301 s. ISBN 80-85977-29-X.
- VLČEK, Emanuel. Jan z Pomuku: Sv.Jan Nepomucký: Jeho život, umučení a slavné působení ve světle současné historie a antropologie. Praha: Vesmír, 1993. 69 s. ISBN 80-901131-3-3.
- VLČEK, Emanuel. Jak zemřeli: Významné osobnosti českých dějin z pohledu antropologie a lékařství. Praha: Academia, 1993. 279 s. ISBN 80-200-0400-9.
- VLČEK, Emanuel. Osudy českých patronů. Praha: Zvon, 1995. 302 s. ISBN 80-7113-131-8.
- Vlček Emanuel: Pádem vzhůru. Úraz Karla IV. ohrožující jeho život; Vesmír 4/1998, strana 218—223.